# Волинський Кость Петрович
Кость (Костянтин) Петрович Воли́нський (нар. 27 січня 1922, село Плоске, нині Броварського району Київської області — пом. 19 грудня 2007) — український літературознавець і літературний критик. Кандидат філологічних наук (1965). Член Спілки письменників України з 1963 року. Син доктора філологічних наук Петра Волинського.

## Біографія
Костянтин Волинський народився в сім'ї вчителя Петра Волинського, згодом доктора філологічних наук. 1940 року Костянтин закінчив середню школу в Києві. Того ж року пішов служити до лав Червоної армії. Учасник німецько-радянської війни. Двічі поранений і контужений.

## Освіта
1954 року закінчив філологічний факультет Київського університету, в якому навчався з 1949 року. Працював у редакції газети «Літературна Україна». У 1960–1982 роках був співробітником Інституту літератури імені Тараса Шевченка Академії наук Української РСР. Був членом КПРС.

## Творчість
Друкуватися почав 1954 року.
Серед праць:
- «Прикмети часу» (1962),
- «В пошуках героя» (1964),
- «Людина і майбутнє» (1969),
- «Із секретів майстерності» (1973)
- «Єднання і розквіт братських літератур» (1977),
- «На рубежах сучасності» (1977),
- «Радянський характер» (1982),
- «Літературне сьогодення» (1982).

Один з авторів колективного дослідження «Ленінізм і література» (1969), «Історії української літератури» у восьми томах (восьмий том). Дослідник творчості багатьох українських радянських письменників.